# Robert Kiesel (Politiker)

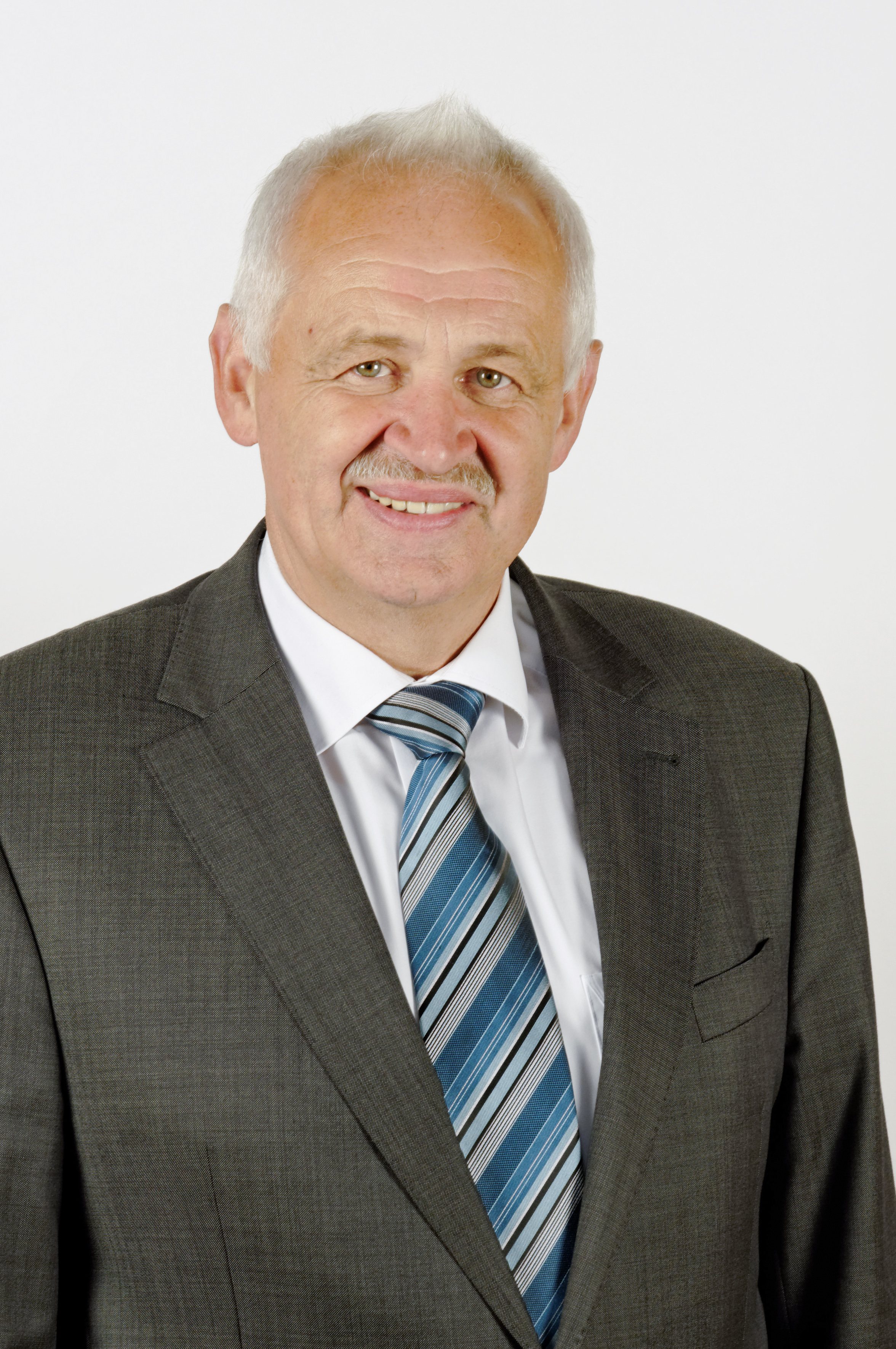
Robert Kiesel (2012)

Robert Kiesel (* 11. September 1951 in Reiterswiesen) ist ein bayerischer Politiker (CSU) und ehemaliger Abgeordneter des Bayerischen Landtags.

## Ausbildung und Beruf
Robert Kiesel machte nach der Volksschule eine Ausbildung zum Beruf des Landwirts. Er besuchte die Landwirtschaftliche Fachschule und legte die Meisterprüfung ab. Danach arbeitete er als selbständiger Landwirt in einem Ackerbaubetrieb. 
Robert Kiesel ist römisch-katholisch, verheiratet und hat zwei Kinder.

## Politik
Robert Kiesel ist seit 1974 Mitglied der CSU und in seiner Partei seit 1991 Bezirksvorsitzender und stellvertretender Landesvorsitzender der CSU-Arbeitsgemeinschaft Landwirtschaft. Seit 2003 ist er Kreisvorsitzender der CSU und war 1990–1991 und seit 1996 Kreisrat im Landkreis Bad Kissingen. 
Vom 16. Mai 1990 bis 2013 war Robert Kiesel Mitglied des Landtags. Im Landtag ist er Mitglied des Ausschusses für Staatshaushalt und Finanzfragen. Er vertrat den Stimmkreis Bad Kissingen (Wahlkreis Unterfranken) im Landtag. Infolge der Verwandtenaffäre wurde öffentlich, dass er seine Frau beschäftigte. Nach Kiesels freiwilligem Ausscheiden aus dem Landtag wurde Sandro Kirchner sein Nachfolger.

## Sonstige Ämter
Robert Kiesel war von 1983 bis 2007 Vorsitzender der Erzeugergemeinschaft für Qualitätsraps und pflanzliche Produkte Unterfranken w. V. (Rapserzeugergemeinschaft Unterfranken). Er ist Aufsichtsratsvorsitzender der Campa AG sowie Verwaltungsrat der Sparkasse Bad Kissingen. Kiesel ist Beirat im Verein "Unsere -Rhön – gemeinsam stark".